# TV Capital (Imperatriz)
TV Capital foi uma emissora de televisão brasileira sediada em Imperatriz, cidade do estado do Maranhão. Operava no canal 5 VHF e era afiliada à RedeTV!. Veiculava alguns programas locais, como o telejornal Imperatriz 24h, além de produções independentes. Funcionou de meados da década de 1990 até 2018, quando saiu voluntariamente do ar por não ter condições financeiras de fazer a transição para o sinal digital.

## História
A TV Capital entrou no ar no início dos anos 90, como afiliada à Rede Record.
Na noite de 10 de novembro de 1994, a emissora exibiu um trecho gravado do Jornal Nacional na qual a concorrente TV Mirante Imperatriz tirou do ar por alguns minutos para impedir que o telejornal da Rede Globo mostrasse a então candidata Roseana Sarney, que aparecia muito atrás do Epitácio Cafeteira na pesquisa (51% para Cafeteira, 39% para Roseana), episódio que teve repercussão no Maranhão e nacional.
Em outubro de 2000, a emissora perde o sinal da Rede Record, em meio a uma disputa política com a TV Nativa, então afiliada da RedeTV!. A TV Capital passou a retransmitir provisoriamente a programação do Canal 21, e em 2 de dezembro, ao mesmo tempo que a TV Nativa passava a transmitir a programação da Record, a TV Capital tornava-se afiliada à RedeTV!. Um conflito similar ocorreu meses antes em São Luís, envolvendo a TV Cidade e a TV São Luís, também pelo sinal da Record.
Em 26 de março de 2017, o fundador da emissora e também apresentador do programa Imperatriz 24h, Conor Farias, morreu vítima de problemas renais. A TV Capital passou então a ser controlada pelo seu filho, Conor Júnior, até sair do ar em 18 de outubro de 2018 por não ter condições financeiras de migrar para o sinal digital.